# Thinopyrum obtusiflorum
Thinopyrum obtusiflorum вид квіткових рослин з родини злакових (Poaceae). Поширений на півдні, південному сході і сході Європи, у Туреччині, на Кавказі (Болгарія, Росія, Греція, Італія, Румунія, Південний Кавказ, Туреччина, Україна, колишня Югославія).

## Характеристика
Кореневища відсутні. Адаксіальна поверхня шорстка, гола чи рідковолосиста (волоски > 0,3 мм), листова пластина до 5 мм ушир. Суцвіття більш-менш жорстке, ледь гнучке. Леми переважно 3–5-жилкові; колосочки 17–25 мм з 8–13 квіточками.

## Використання
Це багаторічний алодекаплоїдний вид (2n = 10× =70) у Triticeae. Відомо, що він володіє багатьма елітними генами для покращення якості пшениці, такими як стійкість до іржі листя пшениці, стійкість до стовбурової іржі, стійкість до смугастої іржі, стійкість до борошнистої роси, стійкість до фузаріозу, і стійкість до абіотичного стресу, такого як холод, посуха та солоність. Усі ці ознаки разом із високою перехресною сумісністю з геномом пшениці роблять цей вид важливим донором елітних генів для покращення генетичного різноманіття культивованої пшениці.

## Галерея

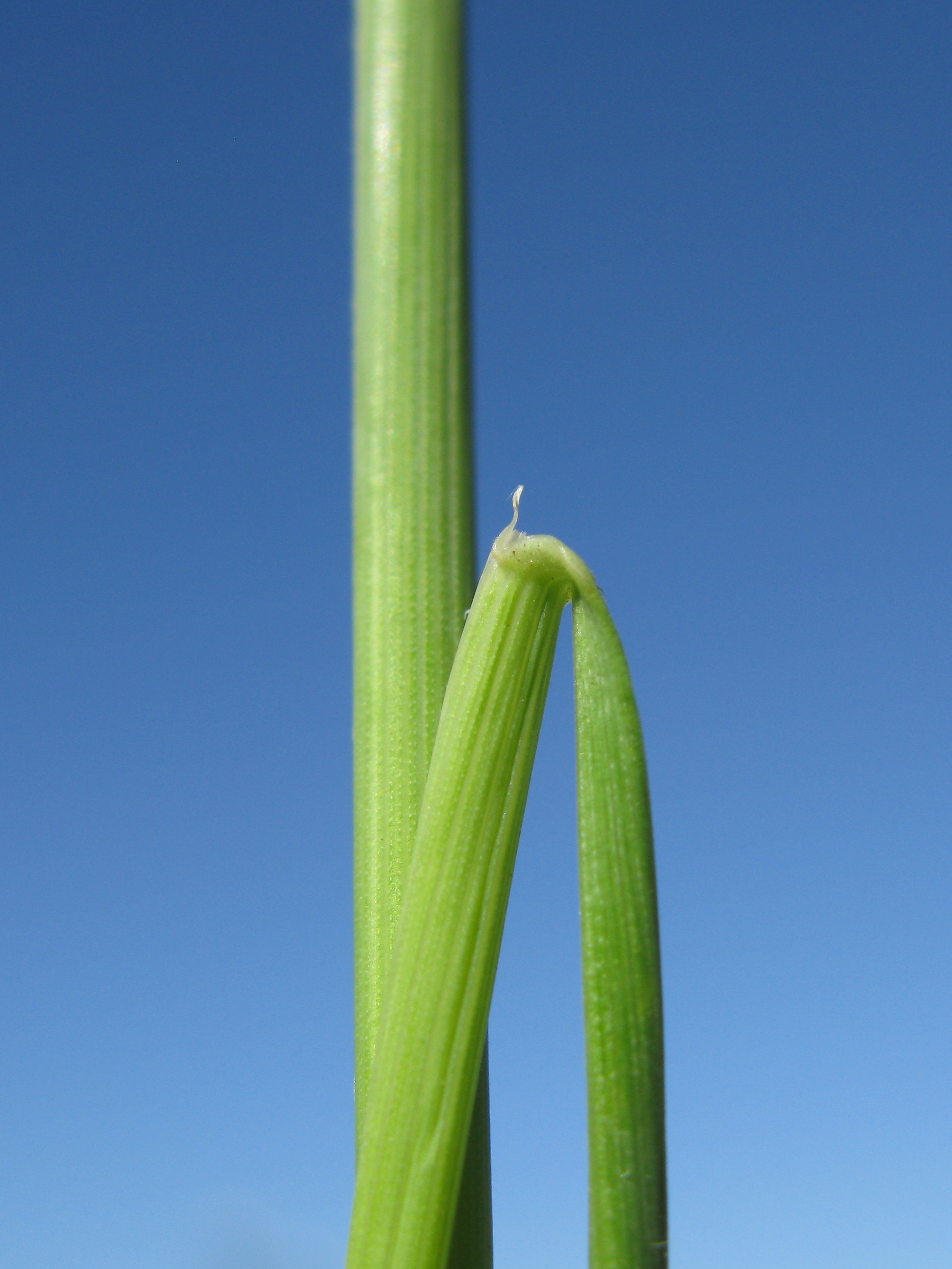
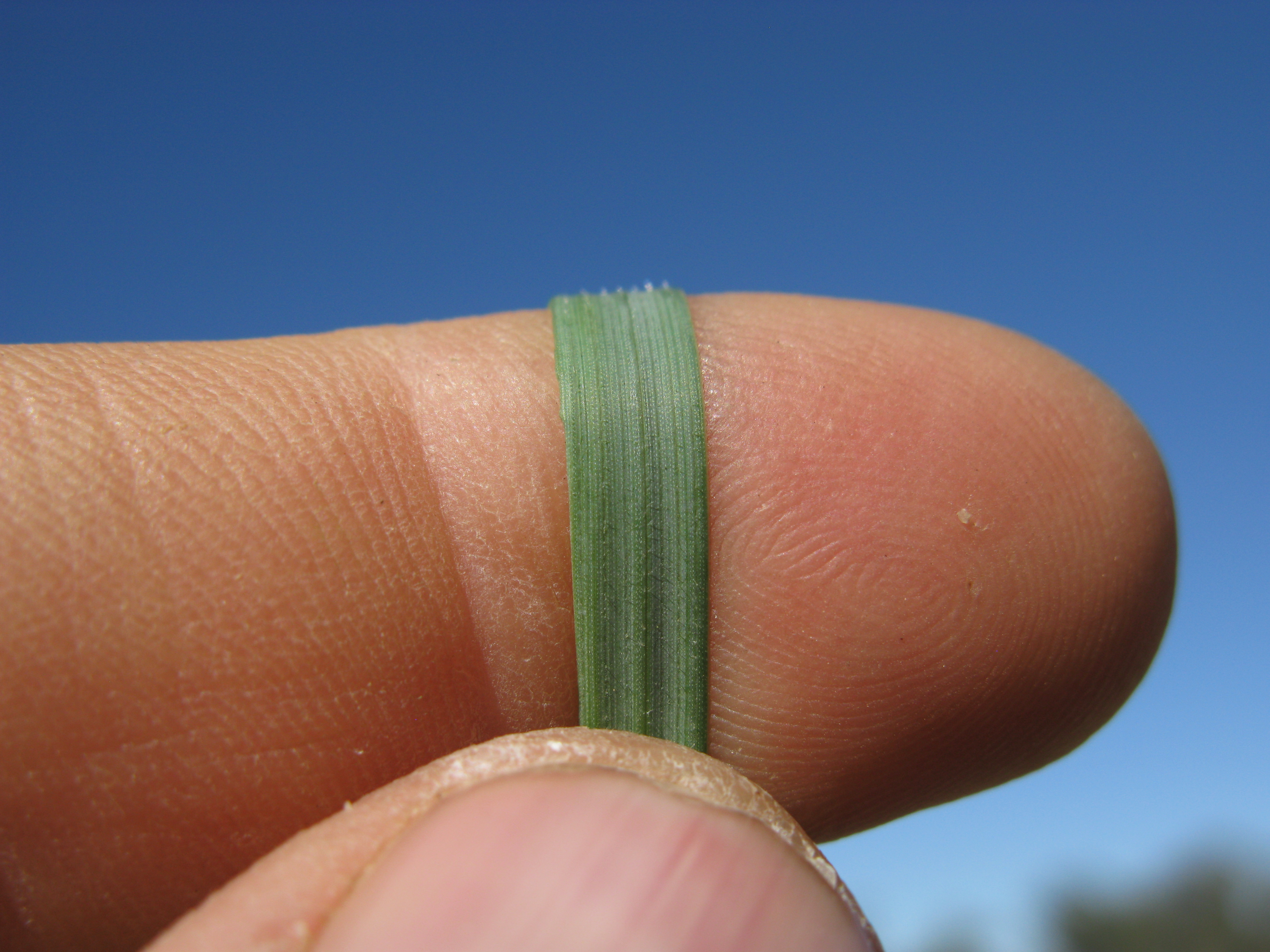
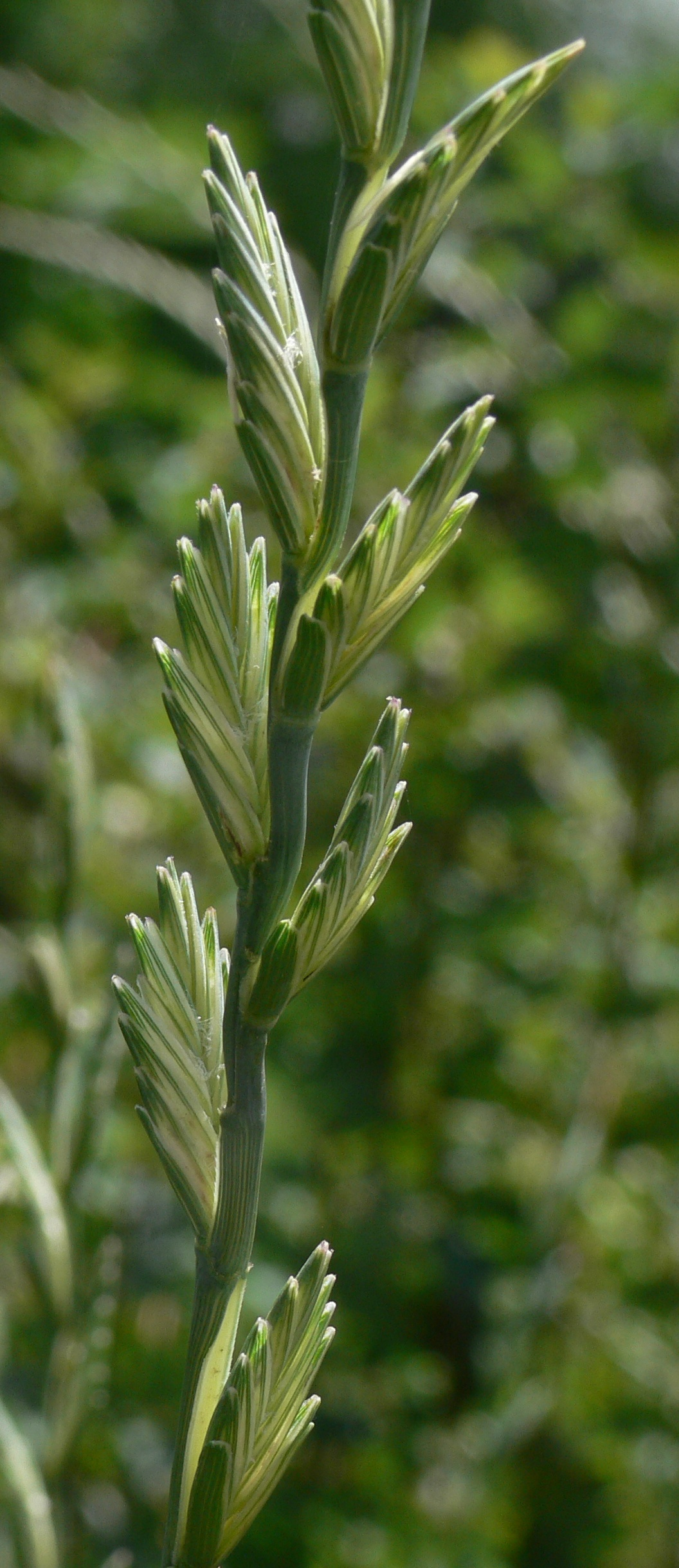